# وایلدر (تنسی)
وایلدر (به انگلیسی: Wilder) یک منطقهٔ مسکونی در ایالات متحده آمریکا است که در شهرستان فنترس، تنسی واقع شده‌است. وایلدر ۴۵۹ متر بالاتر از سطح دریا واقع شده‌است.